# Ban jin ba liang
Ban jin ba liang (chiń. 半斤八两; pinyin Bàn jīn bā liǎng; jyutping Bun3 Gan1 Baat3 Leong2) – hongkoński film komediowy z 1976 roku w reżyserii Michaela Hui.
Film zarobił 8 531 700 dolarów hongkońskich w Hongkongu.

## Fabuła
Lee Kwok-kit (Sam Hui) traci pracę w rozlewni mleka. W poszukiwaniu nowego zajęcia zgłasza się do biura detektywistycznego Josepha Wonga. Początkowo nie chce go on zatrudnić, jednak przekonawszy się o przydatnych umiejętnościach Lee (sztuki walki) zatrudnia go na próbę i za niskie wynagrodzenie. W biurze detektywistycznym pracują również: Pighead (Ricky Hui) – mało rozumny asystent Wonga oraz atrakcyjna sekretarka Jacky. Bohaterowie przyjmują różne zadania będące tłem i pretekstem dla ekskluzywnych ganjgów z ich udziałem. Szczytem przygód detektywów jest walka z gangiem, który napada na klientów kina.

## Obsada
Źródło: Filmweb

- Michael Hui – Joseph Wong
- Sam Hui – Lee Kwok-kit
- Richard Ng – policjant
- Shih Kien – lider gangu
- Sek Kin – szef złodziei
- Sammo Hung
- Mu Zhu
- Angie Chiu – Jacky
- Ricky Hui – Pighead
- Jackie Chan (niewymieniony w czołówce)